# Ecdamua longipilum
Ecdamua longipilum är en stekelart som först beskrevs av Girault 1925.  Ecdamua longipilum ingår i släktet Ecdamua och familjen gallglanssteklar. Inga underarter finns listade i Catalogue of Life.